# 潘坎·维帕万
潘坎·维帕万（1951年4月14日—），佬族，老挝政治人物，老挝人民革命党中央政治局委员。

## 人物经历
曾任老挝教育部长、老挝越南友好协会主席、中央书记处常务书记和老挝人民民主共和国副主席。2021年3月，出任老撾政府總理。2022年12月，因病提前退休，不再担任老挝总理。

## 荣誉

### 外国勋章奖章
- 旭日大绶章（日本，2019年11月3日公布[6]）